# Tadoma
 (avril 2013).
Si vous disposez d'ouvrages ou d'articles de référence ou si vous connaissez des sites web de qualité traitant du thème abordé ici, merci de compléter l'article en donnant les références utiles à sa vérifiabilité et en les liant à la section « Notes et références ».
Tadoma est une méthode développée par l'enseignante Sophie Alcorn et ensuite utilisée à l’École Perkins pour les Aveugles, dans le Massachusetts, pour apprendre aux élèves sourds et aveugles à parler. C’est une méthode difficile et rarement utilisée.
Le pouce de l’élève est placé sur les lèvres de la personne qui parle, l’index sur la joue, et les autres doigts sur le cou. L’élève sent tous les aspects physiques de la parole, l’air dans les joues, le mouvement des lèvres et la vibration des cordes vocales. L’élève essaye ensuite de répéter ces aspects physiques en touchant son propre visage.